# Громова Валентина Олексіївна
Валентина Олексіївна Громова́ (нар. 6 червня 1948 у місті Борзна Чернігівської області) — українська поетеса і радіожурналістка, авторка поетичних збірок, лауреат премії імені Л. Глібова, членкиня НСЖУ (з 1985), НСПУ (з 2019).

## Життєпис
Закінчила Ніжинський державний педагогічний інститут імені Миколи Гоголя за фахом «українська мова і література».
Від липня 1970 працювала в медіа, зокрема в Коропській газеті «Нові горизонти», кореспондентом-організатором Коропського та Ріпкинського районного радіомовлення, редактором Чернігівської обласно телерадіокомпанії та Чернігівської філії «Національної суспільної телерадіокомпанії України».

## Літературна творчість
Авторка поетичних збірок:
- «Любові вежі»;
- «Автобіографія душі».[1]

## Відзнаки
- Лауреат Чернігівської обласної премії імені Л. Глібова (2019);[2]
- Лауреат Чернігівського літературного конкурсу «Книга року — 2018» — в номінації Поезія за книгу «Автобіографія душі».[3]

## Сім'я
Чоловік, Громовий Петро Олександрович, журналіст та поет.